# Rollei 35
La Rollei 35 és una càmera de 35 mm amb un petit visor construïda per Rollei. La Rollei 35 original va ser presentada a Photokina al 1966, i era la càmera més petita en format 135. Encara avui en dia es manté com una de les més petites, darrere de la Minolta TC-1 i Minox 35. En 30 anys s'han fet uns 2 milions de Rollei 35. Estaven fetes per DHW Fototechnik fins al 2015, els successors de Franke & Heidecke, per fer-ho en baixa producció. L'última versió és la Rollei 35 Classic, una versió actualitzada de la Rollei 35 SE.

## Desenvolupament tècnic

### Pensaments preliminars

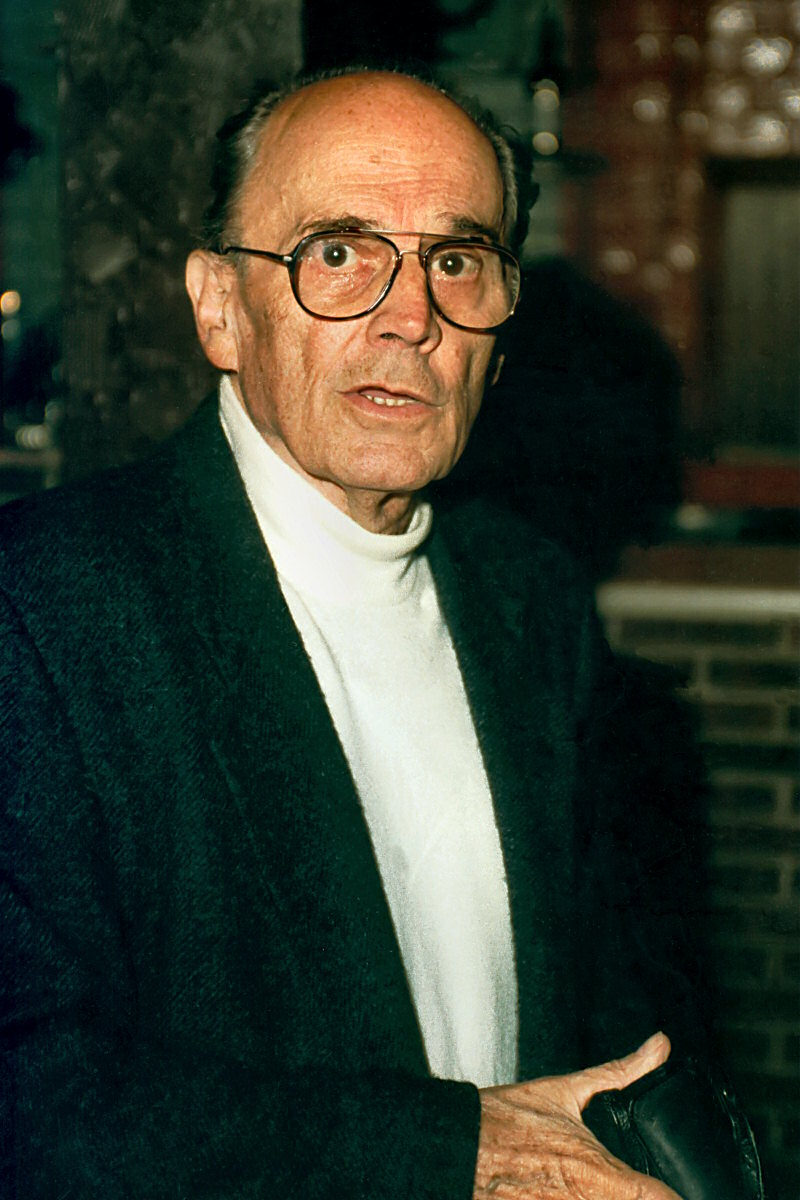
Heinz Waaske va crear la Rollei 35. Aquesta foto és d'unes sis setmanes abans de la seva mort el juliol de 1995.

Al voltant de 1960, quan les primeres càmeres miniatura de 16 mm van arribar al mercat, Heinz Waaske, l'enginyer cap de l'empresa alemana de càmeres Wirgin, va suggerir que les compres d'aquestes càmeres miniatura no eren motivades per la petita pel·lícula de 16 mm, sinó per la mida de la càmera. Després d'haver dissenyat la Wirgin Edixa 16, de 16 mm, així com càmeres reflex d'única lent de 35 mm, es va proposar construir una càmera de 35 mm en només un terç del volum pel que normalment ocupaven.

### Disseny del primer prototip
En el seu temps lliure, treballant al seu propi menjador, Waaske va fer els primers dibuixos tècnics de la càmera el 1962, amb prototips fets per Wirgin.

#### Lents

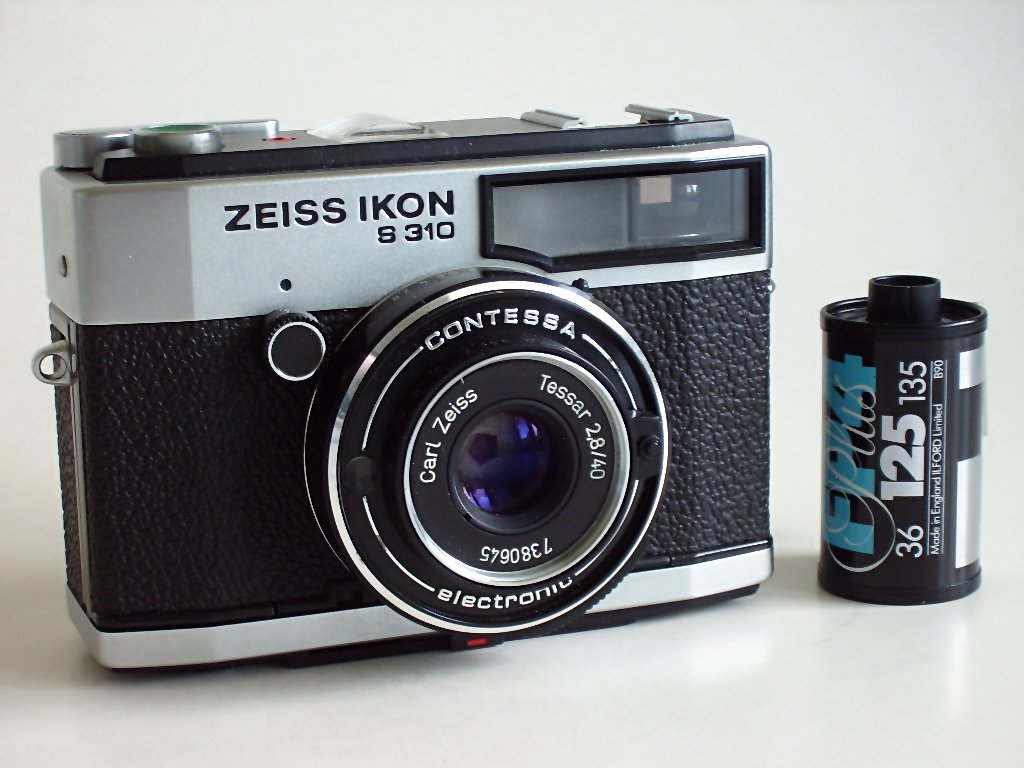
Zeiss Ikon Contessa S310 – Lent: Tessar f2.8 / 40 mm

La lent de tres parts de 40 mm f3.5 Cassar va ser proporcionada per Steinheil.
Era guardada en un tub, i la lent es guardava dins del cos de la càmera quan no era utilitzada.

#### Obturador
Per culpa de l'espai limitat en la lent, no es podia utilitzar un obutrador normal. Waaske va proposar un nou tipus d'obturador separat en dues parts. La part que controlava mecansimes estava muntada al cos de la càmera, mentre que les làmines estaven muntades a la part mòbil de l'objectiu.

#### Compartiment per la pel·lícula
Waaske va patentar la construcció de l'obturador, de l'estalvi d'espai i de la roda dentada per fer córrer la pel·lícula.
Una altra diferència era la posició de la palanca. a la Rollei 35, la palanca estava a la part de dalt esquerra, i la rebobinadora a la part inferior dreta.

#### Fotòmetre
Waaske va seleccionar una cel·la de seleni de Metrawatt. L'ajust d'exposició manual va seguir igual en models posteriors de Rollei 35.

### De camí a la producció en massa
Quan Heinz Waaske va presentar el nou prototip funcional de la càmera al seu cap, Heinrich Wirgin, li va dir: Així que has perdut el temps en la teva propia creació al meu taller!. Va ser en aquell moment quan li va dir a Waaske que havia decidit parar la producció de càmeres i equipament.
Buscant feina, Waaske va presentar la seva càmera a Ludwig Leitz i a Kodak, però no els va interessar.
El gener de 1965, Waaske va començar a treballar a Rollei a Brunsvic (Baixa Saxònia). Després de convertir-se en director gerent de Rollei només al març de 1965, Heinrich Peesel va donar un primer cop d'ull al prototip del nou empleat. Ple d'entusiasme, Peesel va decidir que Waaske desenvolupés immediatament la càmera per a la producció en massa, però que només utilitzes parts dels proveïdors de Rollei. La càmera es va presentar a Photokina el 1966 com a Rollei 35, amb una millor lent: la lent Zeiss Tessar 3.5 / 40mm, un comptador d'exposició Gossen CdS d'última generació i un obturador de diafragma de precisió realitzat per Compur, utilitzant el disseny d'obturador patentat de Waaske.

## El model estàndard de Rollei 35

### Desenvolupament
La càmera havia de ser modificada per utilitzar parts dels proveïdors de Rollei, ja que Rollei no mantenia relacions comercials amb Metrawatt i Steinheil. Una làmina Tessar d'alta qualitat va ser creada per Zeiss. El proveïdor de fotòmetres de Rollei era Gossen. Es podia utilitzar un sensor fotovoltaic de seleni o un fotoristoistor CdS, finalment es va decidir pel CdS. Un mesurador de llum de cel·la de seleni era més barat en la producció i no necessitava una bateria. Tanmateix, el fotòmetre CdS era molt més petit i va millorar l'aspecte elegant de la càmera, era més resistent a l'impacte, i la "tecnologia CdS" es podria utilitzar com a punt de venda en publicitat. L'aspecte necessitava canviar-se lleugerament, ja que Waaske, sense saber-ho, havia adoptat l'aspecte de les càmeres reflectores de doble cara de Rollei, col·locant els controls d'obertura i d'exposició a la dreta i al costat esquerre de la lent. No obstant això, el dissenyador de Rollei, Ernst Moeckl, ho va canviar i encara va fer el cos de la càmera més petit.

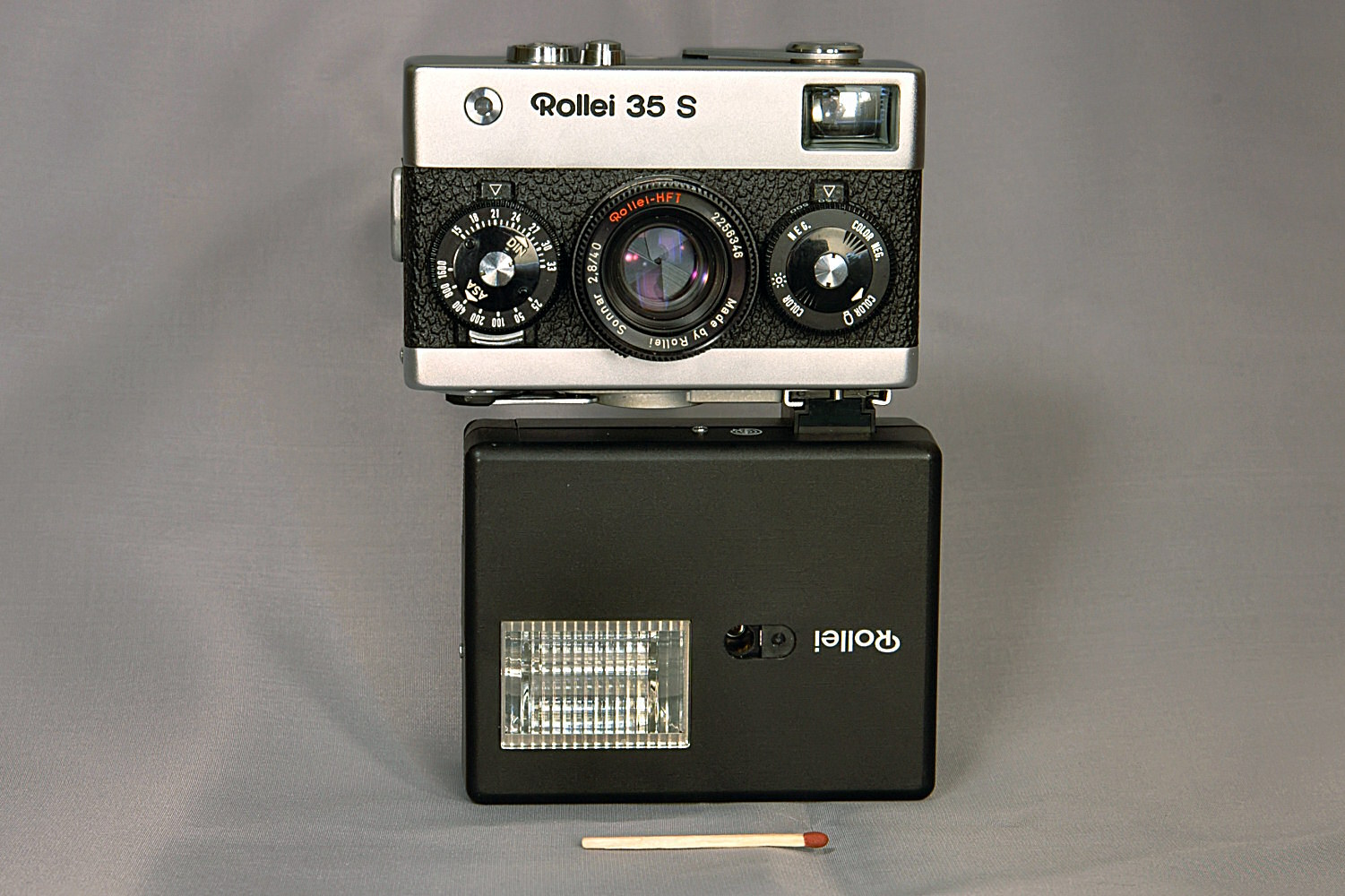
Rollei 35S amb flash electrònic Rollei 128 bc

### Enfocament
Igual que la majoria de les càmeres 135 dels anys seixanta, el Rollei 35 és una càmera de visor. Al voltant de 1970, Rollei va experimentar amb l'addició d'un separador de rang integrat, però no hi havia prou espai a la cambra. Van experimentar amb un mecanisme de visor extern amb un prisma de gir com s'utilitza en Zeiss Ikon Super Ikontas, però a mesura que la producció es va traslladar a Singapur, aquesta idea va ser abandonada.

### Fabricació a Alemanya
Després de la preproducció de 50 unitats, es van fer 200 càmeres per a la seva utilització com a publicitat i proves de mostres. Després de 900 unitats dels models regulars que s'havien construït a finals de 1966, al 1967 es produïen cada mes 1000 càmeres. Fins a l'agost de 1967, totes les càmeres Rollei 35 van obtenir la insòlita signatura "Made in Germany per Rollei - Compur - Gossen - Zeiss", però a partir d'aquest moment es va fer "Made in Germany by Rollei". Les modificaciosn posteriors del primer any de producció van ser el rodet d'acoblament de plàstic i el rodament de rebobinat de la pel·lícula, en forma de V per al bloqueig inferior i la placa anti-torsió del cartutx de film. El setembre del 1968, un ciment de lents especials va impedir la permeabilitat UV anterior del Tessar. Una variant amb coberta de cuir verd fosc va ser rebutjada pel departament de vendes, i no volia models addicionals només 2 anys després de l'inici de les vendes. Un altre prototip amb rodes d'ajust en blanc d'alumini anoditzat va resultar ser massa costós per fabricar.

### Fabricació a Singapur

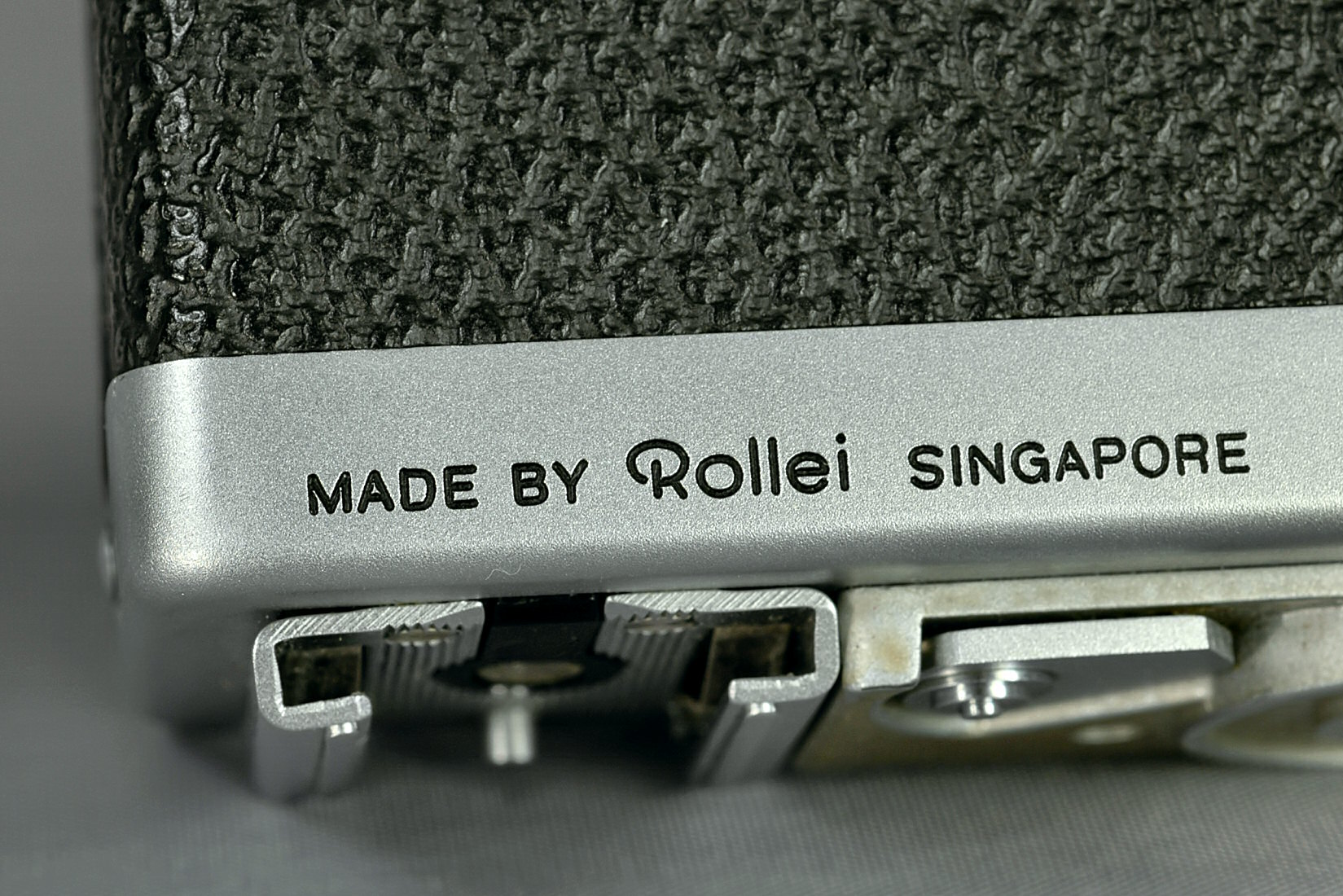
Rollei 35S – Gravat "Made by Rollei Singapore"

Amb l'establiment de la planta de producció, es van començar els preparatius per al canvi immediat de la producció de Rollei 35 a Singapur. Atès que no hi havia proveïdors a Singapur, totes les peces havien de ser fabricades allí per Rollei, importats del Japó o Europa. Les càmeres van rebre el gravat "Made by Rollei Singapore". Ara es va utilitzar la producció de lents amb llicència ("Made by Rollei") en lloc de les lents Zeiss originals, així com els fotòmetres de Nissei i les làmines de fulla de Copal (ambdós fabricants japonesos). El preu al minorista va disminuir contínuament a causa dels baixos costos laborals. Això no va seguir sent un avantatge notable, però, a causa de la reducció del cost de les càmeres competidores, però a diferència de Rollei, a través de l'ús creixent de l'electrònica. La planta de Rollei a Singapur es va tancar el 1981.

## Models d'entrada

### Rollei B 35 i C 35

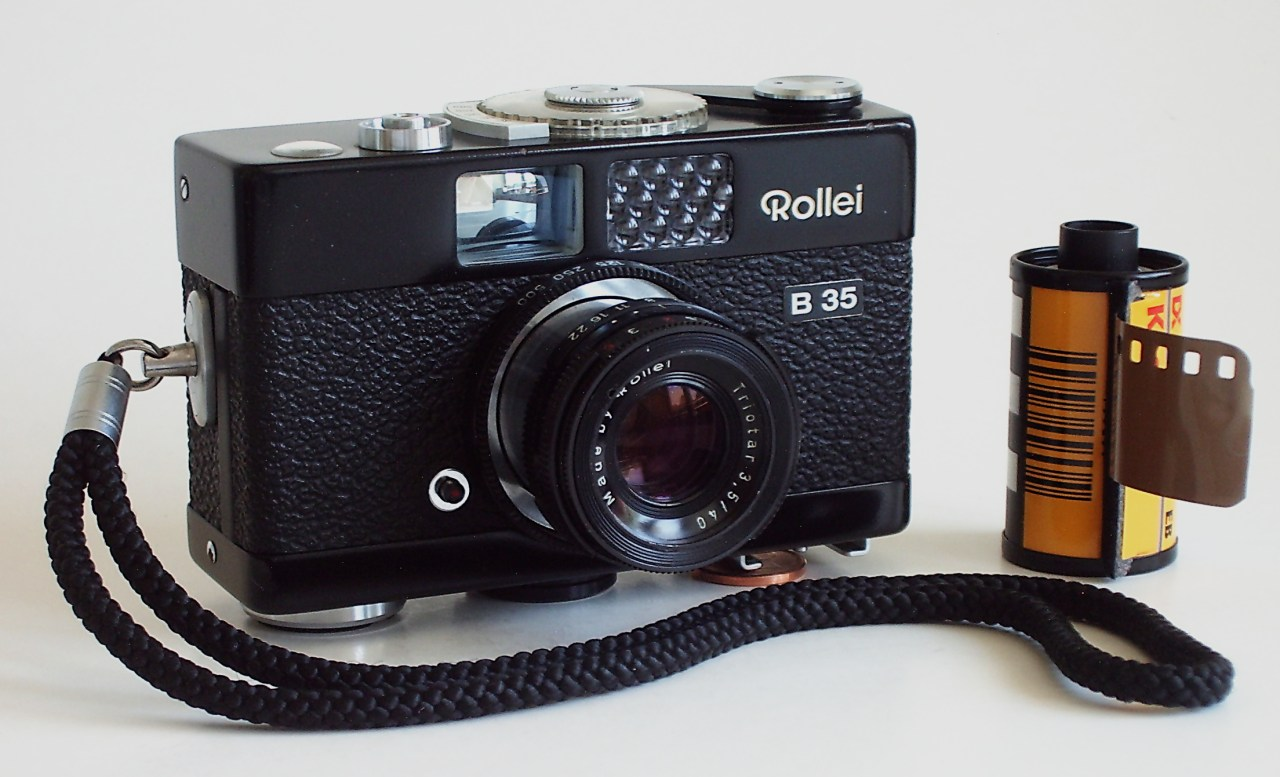
Rollei B 35 in black

Lent triple – com la Zeiss Triotar

El model de nivell d'entrada amb una lent triple, la Zeiss Triotar f 3,5 / 40 mm, va arribar al mercat l'octubre de 1969. Inicialment, per al primer estudi de concepte, es va demanar a Compur un obturador simplificat amb un temps d'obturació limitat de 1/30 s a 1/125 s, que, però, no era prou barat per a una reducció del cost de producció. 
El primer estudi de concepte va obtenir un tub de lents immòbil. El tub mòbil deslizable original era una de les peces més cares, ja que havia de fabricar-se precisament en un torn per a un ajust lleuger. El segon estudi de concepte va mantenir el tub corredís per a la lent, però va utilitzar un mesurador de llum de seleni. A principis de 1968, Gossen va construir un mesurador de llum per a la sabata d'accessoris, però finalment es va integrar un mesurador de llum desacoblat al cos de la càmera. 

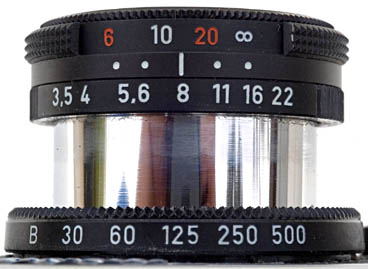
Controlador del diafragma i obturadora la lent d'una Rollei B35

La càmera va rebre la designació Rollei B 35, amb la "B" que indica el mesurador de llum (alemany: Belichtungsmesser), un model lleugerament més econòmic. Sense el mesurador de llum, es deia Rollei C 35. Naturalment, les entranyes de la càmera es van simplificar utilitzant més peces de plàstic. Les rodes de control del cos de la càmera es van reemplaçar per un control d'obertura més convencional al tub de la lent, i la roda de control per al temps d'exposició es va col·locar a la base del tub corredís. D'aquesta manera, la lent totalment inserida sobresortia una mica més del cos de la càmera que en el model anterior. Ambdós models oferien un interval d'obturació d'entre 1/30 i 1/500 seg. I un rang d'obertura de f / 3,5 a f / 22. El rang de focus arriba des de 0,9 m fins a l'infinit. L'anomenada fórmula de Zeiss es va inspirar en aquesta càmera.

### Rollei 35 B
El 1976 la Rollei B 35 va ser anomenada com a Rollei 35 B sense cap modificació més, només per concordar amb l'esquema de noms.

### Rollei 35 LED
Sense el seu propi departament de desenvolupament, la fàbrica de producció de Singapur va demanar a Rollei Alemanya que autoritzés un redisseny del Rollei 35 B. El mesurador de llum de seleni no acoblat va ser reemplaçat per un nou mesurador de llum acoblat electrònicament, utilitzant resistències variables per a la transferència de l'obertura i el control de l'obturador. La nova designació Rollei 35 LED va derivar dels tres díodes emissors de llum del visor, que van indicar sobreexposició, exposició correcta o subexposició. A l'octubre de 1977 apareix el primer full de dades i el gener de 1978 es va iniciar la preproducció. Però els primers models van patir un error de disseny a l'interruptor elèctric, que activava permanentment el mesurador de llum. Si l'usuari s'oblidava d'apagar la càmera, la bateria s'esgotava en només 15 hores. A més, la bateria PX-27 es podia inserir de manera incorrecta, fent malbé algunts components. A partir de l'agost de 1978, es va fer un model millorat, on el mesurador de llum només estava activat quan el botó d'alliberament depremia lleugerament.

## Models avançats

### Rollei 35 S
A causa del seu gran èxit, ja a finals de 1967 es va planificar una variant de principiants i una de luxe de la Rollei 35. No obstant això, a causa del canvi de producció a Singapur, no va ser fins a 1971 que el càlcul d'una lent de cinc elements va ser assignat a Zeiss. Aquesta lent de Sonnar f 2.8 / 40 mm havia d'estar equipada amb un control de focus orientat com el Tessar, proporcionant un muntatge similar al tub corredís. Només les dues lents frontals es movien al centrar-se. Però, quan va acabar, la lent no enfocava prou bé a distàncies properes, i la producció en massa es va haver de retardar un any sencer. El projecte es va aturar i Zeiss va dissenyar una nova lent amb un control de focus movent tota la lent. El cap de desenvolupament de Rollei, Richard Weiss, va concloure: "Hem tingut una situració precària de pèrdues. Els desenvolupadors han après que, en el futur, han d'examinar les lents, fins i tot si les fa Carl Zeiss, amb més escepticisme ". Les eines per produir el nou mecanisme de obturació van ser construïdes per Prontor, una filial de Zeiss a Calmbach, que ja havia assumit la fabricació de l'antic obturador de Compur (una altra filial de Zeiss).

### Rollei 35 TE and Rollei 35 SE
El disseny original no tenia un control d'exposició al visor. La càmera havia de ser allunyada de la vista, per observar l'agulla en el mesurador de llum. (Això, de fet, no era un desavantatge real, perquè per enfocar l'usuari també havia de portar la càmera a la mateixa posició. En condicions normals d'il·luminació, la configuració d'exposició d'una càmera manual realment només s'ha de canviar després de deu minuts aproximadament, o quan es modifica la ubicació. No obstant això, una pantalla de control d'exposició al visor es va pensar molt aviat, però es va descartar una pantalla analògica per motius d'espai limitat, i els díodes emissors de llum no estaven disponibles en el moment). Al 1979 es van llançar al mercat la Rollei 35 TE i la Rollei 35 SE. Com que el mesurador d'exposició electrònica necessitava més energia, es va col·locar una bateria més gran, de tipus PX-27 amb 5.6 volts, el circuit electrònic es va incorporar a l'antic compartiment de la bateria. A diferència de la Rollei 35 LED, es va transferir la posició de l'obturador i la configuració del control d'obertura, sense desgast dels contactes elèctrics, utilitzant una marxa diferencial convertint un filtre de densitat variable davant del sensor de llum CdS. El botó de llançament activava el mesurador de llum, quan estava lleugerament pres. Tres LEDs al visor indicaven l'exposició correcta. Aquest sistema funcionava perfectament, però els models anteriors són més demandats avui en dia.

## Ús de la Rollei 35 actualment
La Rollei 35. Rollei 35 S i Rollei 35 T utilitzen una bateria MR-9 de mercuri de 1.35 volts, la qual ja no està disponible per raons medioambientals.
Hi ha alternatives, les bateries de zinc-aire també proporcionen 1.35 volts, limitades a entre un i sis mesos d'ús. 
El fotòmetre també pot ser adaptat per utilitzar bateries sense mercuri. Si no l'ajustem el voltatge superior, 1.55 volts, portaria a una sobreexposició de 2 a 3 posicions d'obertura.
Les bateries alcalines com la LR-9, coneguda com a PX 625U no poden ser utilitzades perquè no proporcionen un voltatge constant i portarien a una subexposició.
Una altra opció é adaptar la càmera a bateries de 1.5 volts al taller Rollei.

## Dades tècniques

### Models estàndard

#### Rollei 35 – model Original
- Feta des de 1966 fins a l'agost de 1974
- Lent: Tessar f/3.5, de 40 mm, però moltes unitats del juliol de 1972 a l'abril de 1973, amb S-Xenar (feta per Schneider)
- Fotòmetrer: utilitza la bateria i els Cd photoresistor
- PVP inicial: de crom 487 DM, negre 537 DM
- Preu de venda al públic d'unitats fetes a Singapur: crom 460 DM, negre 520 DM
- Nombre d'unitats fetes a Alemanya: 312,000
- Nombre s'unitats fetes a Singapur: 185,000 més de 30.000 amb S-Xenar

#### Rollei 35S
- Lent: Sonnar f/2.8, de 40 mm
- Fotòmetre: Utilitza bateria i els Cd photoresistor
- PVP del 1976: crom 470 DM, negre 496 DM
- Nombre d'unitats: 260,000

- Produït des del setembre de 1974 fins al febrer de 1980
- De fet, és la mateixa que l'original 35, però canviat de nom per a una millor distinció de les 35 S
- Lent: Tessar f/3.5, de 40 mm
- Nombre d'unitats: 440,000

#### Rollei 35 TE / SE
- Feta des de novembre de 1979 fins a setembre de 1981
- Nou model amb Tessar (TE), lent respectivament Sonnar (SE)
- Metre lleuger amb LED indicador en el visor.
- Bateria diferent: PX27, bateria intercanviable sense obrir el compartiment de la pel·lícula.
- PVP inicial: 298 DM / 398 DM
- Preu de venda al públic a mitjans de l'any 1982: 248 DM / 298 DM
- Preu de venda al públic a finals de 1983: 198 DM
- Nombre d'unitats: 120.000 (TE) / 150.000 (SE)

### Models per a principiants

#### Rollei B 35 / 35 B
- Fetes de l'octubre de 1969 fins a principis de 1978
- Lent: Triotar f/3.5, de 40 mm
- Fotòmetre de seleni, no hi ha cap bateria.
- PVP inicial: 255.30 DM
- Nombre d'unitats fetes a Alemanya: 78,000 (totes de crom)
- Nombre d'unitats fetes a Singapur: 95,000 (crom), 118,000 (negre)

#### Rollei C 35
- Fetes de l'octubre de 1969 fins a principis de 1971
- Lent: Triotar f/3.5, de 40 mm
- Fotòmetrer: cap
- Preu de venda: 222.90 DM
- Nombre d'unitats: 9,200 (totes fetes a Alemanya)

- Feta a partir de gener de 1978 fins a finals de 1980
- Lent: Triotar f/3.5, de 40 mm
- Fotòmetre amb indicador LED en el visor.
- Bateria diferent: PX27, bateria intercanviable sense haver d'obrir el compartiment de la pel·lícula.
- PVP Inicial: 229 DM
- Nombre d'unitats: 157,500